# Màkari (singolo)
Màkari è un singolo del gruppo musicale italiano Il Volo, pubblicato il 15 marzo 2021.

## Descrizione
Il brano, scritto e prodotto dallo stesso Ignazio Boschetto, è stato realizzato appositamente per la colonna sonora della sigla d'apertura della prima stagione della serie televisiva omonima di Rai 1.

## Tracce
Testi e musiche di Ignazio Boschetto.
1. Màkari – 3:15